# 개구리 왕녀님
《개구리 왕녀님》(カエルの王女さま)은 2012년 4월 12일부터 6월 21일까지 후지 TV 목요극장 시간대에 방송된 일본의 텔레비전 드라마이다. 첫화는 15분 확대(22:00 - 23:09) 방송됐다.

## 줄거리
한 때 일본에서 뮤지컬 스타로 활동하던 구라사카 미오는 뉴욕 브로드웨이를 목표로 미국으로 건너가지만, 성과를 거두지 못한 채 고교시절 은사에게 편지를 받고 귀국한다. 귀국 후 미오는 어머니 합창단 《샹송즈》의 코치를 맡게된다. 추락한 뮤지컬 스타가 고향 유메시의 합창단 《샹송즈》를 다시 세워가는 모습을 그리고 있다.
재정난에 빠진 마을을 되살리기 위해 뮤지컬로 마을을 일으키려는 미오와 시장의 딸이자 보수적인 생각을 가진 주코가 서로 의견의 불일치로 갈등한다.

## 출연진

### 샹송즈
- 구라사카 미오 - 아마미 유키
- 주코 - 이시다 유리코
- 노노무라 마히루 - 오시마 유코 (AKB48)

샹송즈 최연소 멤버로, 대학생이다. 노래를 좋아하지만 가창력은 없으며 자신을 표현하는데 익숙하지 못하다. 미오를 동경해 가입을 결정했으며, 대학에 다니면서 도시락가게에서 일하고 있으나 취업준비가 잘 풀리지 않는다.
- 오시마 요코
- 다마코 - 기쿠치 미카
- 사쿠라이 - 가타세 나나
- 후쿠하라 미호
- 다카가키 - 치바 유다이
- 모리 가나에 - 구노 아키코

### 유메시 시청
- 고이즈미 고타로
- 기시베 잇토쿠

### 그 외
- 하마다 마리 - 사쿠라
- 다마야마 데쓰지 가즈키

## 제작진
- 각본 - 요시다 도모코
- 연출 - 미쓰노 미치오

## 주제가
- 주제가 - 이에이리 레오 〈Shine〉
- 여는 곡 - 드림걸즈 〈Dreamgirls〉
- 삽입곡 - 도나 섬머 〈Hot Stuff〉

## 삽입곡

### 1화
- Take Me or Leave Me (렌트)
- 죄와 벌 (시이나 링고)
- 가장 아름다운 나를 (나카시마 미카)
- Memory (캣츠 (뮤지컬))

### 2화
- 봄이 왔다 (동요)
- 낭만비행 (코메코메 클럽)
- 체리 블로섬 (마츠다 세이코)
- 사쿠라 (케츠메이시)

### 제5화
- Like a Virgin (마돈나)
- 큐티 하니 (마에카와 요코)
- EZ DO DANCE (TRF)
- Flashdance... What a Feeling (아이린 카라)
- TRY ME ~와타시오신지테~ (아무로 나미에 with 슈퍼몽키즈)
- Dream Fighter (퍼퓸)

## 방송일 및 부제
| 각화            | 방송일          | 부제                                         | 시청률 |
| --------------- | --------------- | -------------------------------------------- | ------ |
| 제1화           | 2012년 4월 12일 | 희망의 노래여, 울려라!! 되돌아온 전설의 여자 | 09.0%  |
| 제2화           | 2012년 4월 19일 | 새로운 자신으로! 낭만비행                    | 10.7%  |
| 제3화           | 2012년 4월 26일 | 끝나지 않는 노래를 부르자                    | 09.7%  |
| 제4화           | 2012년 5월 3일  | 아줌마 TV에 나오다                           | 09.0%  |
| 제5화           | 2012년 5월 10일 | 초 섹시댄스 전쟁                             | 09.1%  |
| 제6화           | 2012년 5월 17일 | 당신의 거짓말을 용서할 수 없어               | 09.2%  |
| 제7화           | 2012년 5월 24일 | M 당신 밖에 보이지 않아                      | 07.4%  |
| 제8화           | 2012년 5월 31일 | 결전! 우승이냐? 해체냐?                      | 8.4%   |
| 제9화           | 2012년 6월 7일  | 통곡! 한밤중의 공연                          | 8.5%   |
| 제10화          | 2012년 6월 14일 | 꿈이냐 동료냐, 운명의 선택                   | 8.8%   |
| 제11화          | 2012년 6월 21일 | 눈물의 마지막 노래                           | 10.1%  |
| 평균시청률 9.1% |                 |                                              |        |